# NGC 5724
NGC 5724 est une étoile située dans la constellation du Bouvier. L'astronome irlandais R. J. Mitchell] a enregistré la position de cette étoile le 16 avril 1855.
Notons que la base de données Simbad, qui contient par ailleurs plusieurs erreurs d'indentification, associe NGC 5724 à une galaxie désignée comme LEDA 52360.